# Euproctis neolella
Euproctis neolella är en fjärilsart som beskrevs av Embrik Strand 1931. Euproctis neolella ingår i släktet Euproctis och familjen tofsspinnare. Inga underarter finns listade i Catalogue of Life.